# Kazarka nadobna
Kazarka nadobna (Radjah radjah) – gatunek dużego, osiadłego ptaka z rodziny kaczkowatych (Anatidae), zamieszkujący Australię, Nową Gwineę i Moluki. Nie jest zagrożony.

## Występowanie
Północna i wschodnia Australia, Nowa Gwinea i Moluki.
Komisja Faunistyczna Sekcji Ornitologicznej Polskiego Towarzystwa Zoologicznego wymienia kazarkę nadobną na liście gatunków stwierdzonych w Polsce, lecz nie zaliczonych do awifauny krajowej (kategoria E w klasyfikacji AERC – pojaw nienaturalny).

## Systematyka
Kazarka nadobna umieszczana jest w monotypowym rodzaju Radjah. Dawniej takson ten zaliczano do rodzaju Tadorna. W niewoli krzyżuje się T. ferruginea i T. tadorna, dając płodne potomstwo. Wyróżniono dwa podgatunki R. radjah:
- R. radjah radjah – Moluki do Nowej Gwinei
- R. radjah rufitergum – północna i wschodnia Australia

## Morfologia

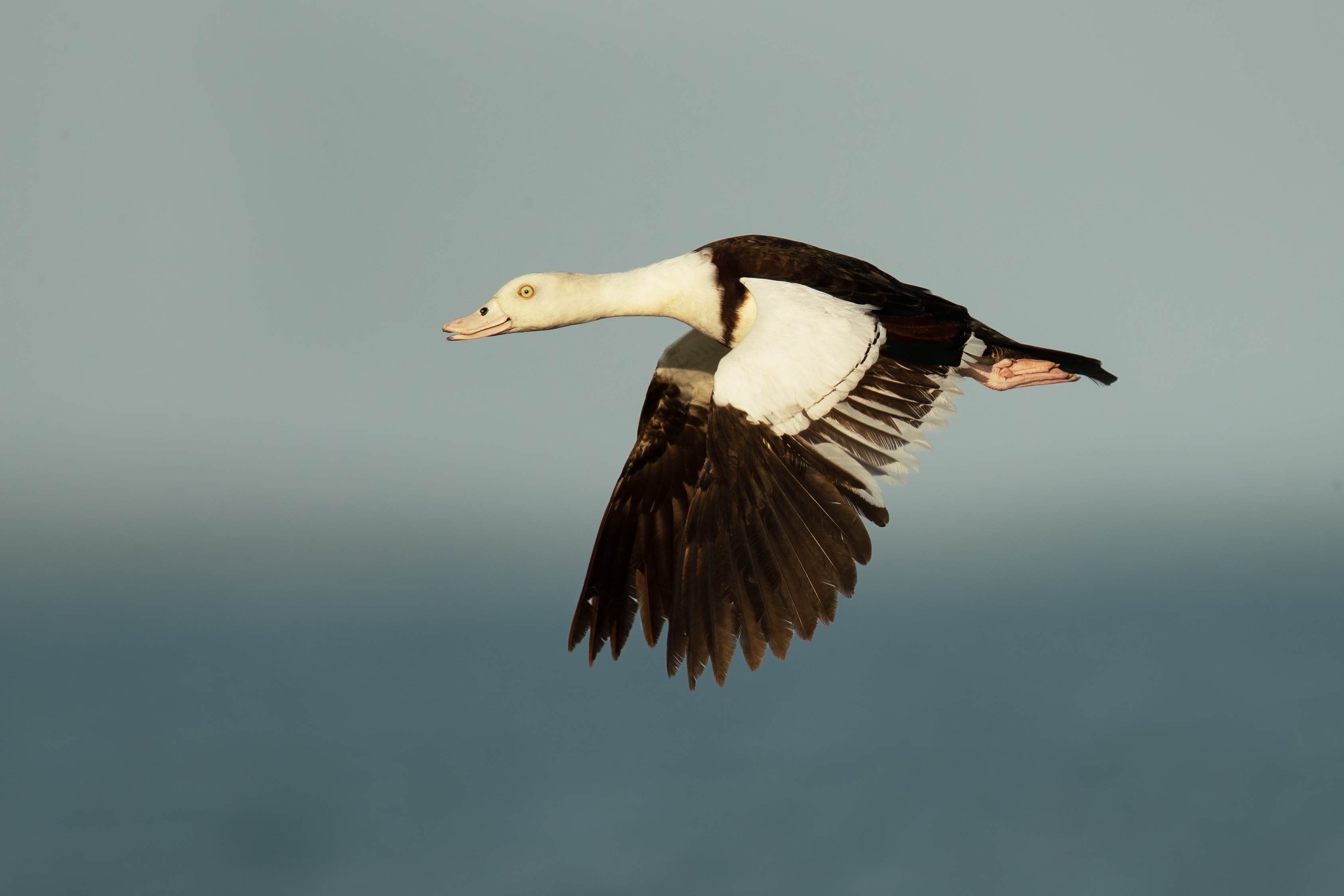
Kazarka nadobna w locie

Długość ciała kazarki nadobnej wynosi ok. 51–61 cm. Masa ciała: samce około 930 g, samice około 840 g. Samice są nieco mniejsze od samców.
Ubarwienie jest takie samo u osobników obu płci. Głowa, szyja i pierś są białe. Wierzch ciała, pióra nadogonowe, ogon oraz podogonie czarne. Na piersi widać poprzeczną brązową pręgę. Boki tułowia i brzuch są białe, podobnie jak głowa, szyja i pierś. Na skrzydle, w okolicy przedramienia znajduje się biała plama. Ptak posiada zielone, bardzo błyszczące lusterko, obramowane szerokim białym i wąskim czarnym paskiem. Dziób tej kaczki jest bardzo jasnoróżowy. Nogi są nieco ciemniejsze od dzioba. Oczy koloru cytrynowego, jasne.

## Ekologia
SiedliskoZasiedlają słodkowodne i lekko słone jeziora oraz laguny, spokojne wybrzeża i zatoki.
Lęgi i zachowanieGniazduje w dziuplach i norach, ewentualnie wśród roślin. Samica znosi 6–15 jaj, które wysiaduje 30 dni. Młode są wodzone przez rodziców przez 50 dni. Dojrzewają po 3 latach. Tworzą trwałe pary. Lubią przesiadywać na drzewach.
PożywienieŻeruje na lądzie i w płytkiej wodzie. Żywi się turzycami, glonami oraz drobnymi bezkręgowcami: owadami, mięczakami i skorupiakami.

## Status
Międzynarodowa Unia Ochrony Przyrody (IUCN) uznaje kazarkę nadobną za gatunek najmniejszej troski (LC – Least Concern) nieprzerwanie od 1988 roku. Globalny trend liczebności populacji uznawany jest za spadkowy, choć niektóre populacje mogą być stabilne.